# Mistrovství světa v atletice 2001

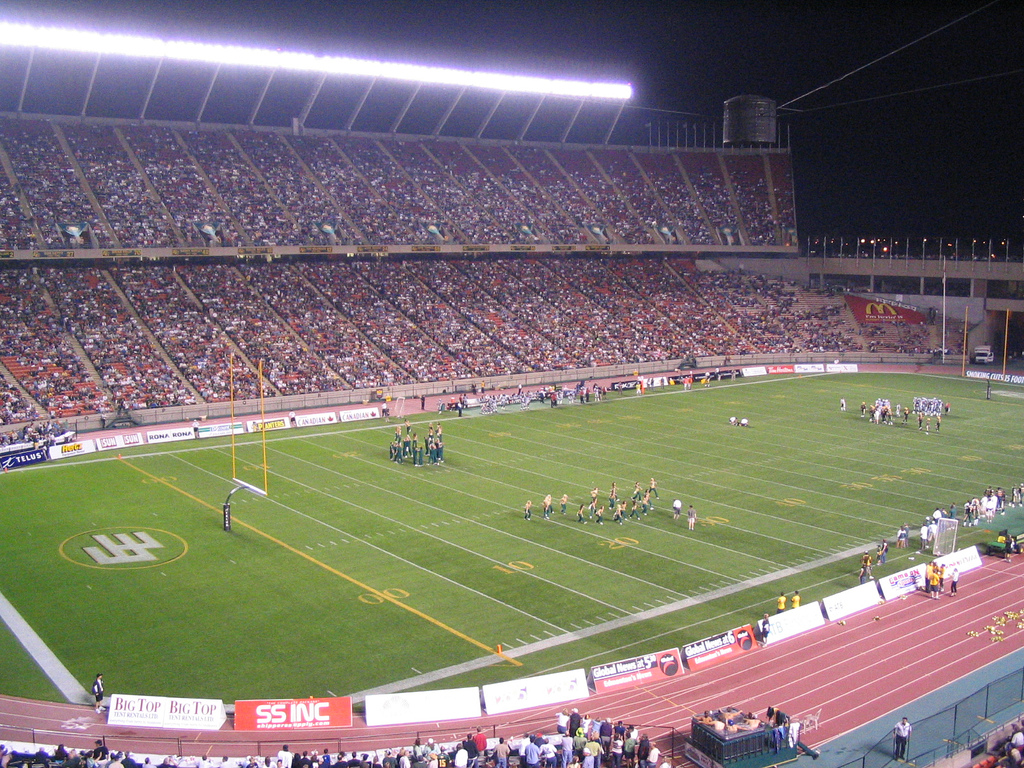
Stadion Commonwealth

8. mistrovství světa v atletice (oficiálním anglickým názvem: 2001 IAAF World Championship in Athletics) se uskutečnilo mezi 3. srpnem a 12. srpna 2001 v kanadském Edmontonu. Soutěže probíhaly na stadionu Commonwealth a v jeho okolí. Mistrovství se zúčastnilo 1677 atletů včetně 22 českých reprezentantů.
Nejúspěšnější zemí se staly původně Spojené státy americké s 18 medailemi. Stejný počet medailí vybojovalo také Rusko, ale americké medaile měly v součtu vyšší hodnotu. Později však přišel o stříbro kvůli dopingu sprinter Tim Montgomery (100 m) a o zlato také americká štafeta na 4×100 metrů. O zlaté medaile ze čtvrtkařské štafety přišli i Američané Leonard Byrd, Antonio Pettigrew, Derrick Brew a Angelo Taylor. O stříbrnou (100 m) a dvě zlaté medaile (200 m, 4×100 m) kvůli dopingu přišla také sprinterka Marion Jonesová.

## Česká účast
Česká republika získala dvě zlaté medaile zásluhou Tomáše Dvořáka v desetiboji a Jana Železného v oštěpu.

## Medailisté

### Muži
| Soutěž            | Zlato                                                                          | Stříbro                                                                    | Bronz                                                                        |
| ----------------- | ------------------------------------------------------------------------------ | -------------------------------------------------------------------------- | ---------------------------------------------------------------------------- |
| 100 m             | Maurice Greene                                                                 | Bernard Williams                                                           | Ato Boldon                                                                   |
| 200 m             | Konstantinos Kenteris                                                          | Christopher Williams                                                       | Kim Collins Shawn Crawford                                                   |
| 400 m             | Avard Moncur                                                                   | Ingo Schultz                                                               | Greg Haughton                                                                |
| 800 m             | André Bucher                                                                   | Wilfred Bungei                                                             | Paweł Czapiewski                                                             |
| 1500 m            | Hišám Al-Karúdž                                                                | Bernard Lagat                                                              | Driss Maazouzi                                                               |
| 5000 m            | Richard Limo                                                                   | Million Wolde                                                              | John Kibowen                                                                 |
| 10 000 m          | Charles Kamathi                                                                | Assefa Mezgebu                                                             | Haile Gebrselassie                                                           |
| Maraton           | Gezahegne Abera                                                                | Simon Biwott                                                               | Stefano Baldini                                                              |
| 110 m př.         | Allen Johnson                                                                  | Anier García                                                               | Dudley Dorival                                                               |
| 400 m př.         | Félix Sánchez                                                                  | Fabrizio Mori                                                              | Dai Tamesue                                                                  |
| 3000 m př.        | Reuben Kosgei                                                                  | Ali Ezzine                                                                 | Bernard Barmasai                                                             |
| Štafeta 4 × 100 m | Jihoafrická republika Morne Nagel Corne Du Plessis Lee Roy Newton Mathew Quinn | Trinidad a Tobago Marc Burns Ato Boldon Jacey Harper Darrel Brown          | Austrálie Matt Shirvington Paul Di Bella Steve Brimacombe Adam Basil         |
| Štafeta 4 × 400 m | Bahamy Avard Moncur Chris Brown Troy McIntosh Timothy Munnings                 | Jamajka Brandon Simpson Christopher Williams Greg Haughton Danny McFarlane | Polsko Rafał Wieruszewski Piotr Haczek Piotr Długosielski Piotr Rysiukiewicz |
| Chůze na 20 km    | Roman Rasskazov                                                                | Ilja Markov                                                                | Viktor Burajev                                                               |
| Chůze na 50 km    | Robert Korzeniowski                                                            | Jesus Angel Garcia                                                         | Edgar Hernández                                                              |
| Skok do výšky     | Martin Buss                                                                    | Jaroslav Rybakov Vjačeslav Voronin                                         | neudělena                                                                    |
| Skok o tyči       | Dmitri Markov                                                                  | Alexandr Averbuch                                                          | Nick Hysong                                                                  |
| Skok daleký       | Iván Pedroso                                                                   | Savanté Stringfellow                                                       | Carlos Calado                                                                |
| Trojskok          | Jonathan Edwards                                                               | Christian Olsson                                                           | Igor Spasovchodskij                                                          |
| Vrh koulí         | John Godina                                                                    | Adam Nelson                                                                | Arsi Harju                                                                   |
| Hod diskem        | Lars Riedel                                                                    | Virgilijus Alekna                                                          | Michael Möllenbeck                                                           |
| Hod kladivem      | Szymon Ziółkowski                                                              | Kódži Murofuši                                                             | Ilja Konovalov                                                               |
| Hod oštěpem       | Jan Železný                                                                    | Aki Parviainen                                                             | Konstadinos Gatsioudis                                                       |
| Desetiboj Detail  | Tomáš Dvořák                                                                   | Erki Nool                                                                  | Dean Macey                                                                   |

Poznámka: Spojené státy americké původně vyhrály štafetový běh na 4 × 400 m, ale byly dodatečně diskvalifikovány v roce 2009 poté, co člen štafety Antonio Pettigrew přiznal používání dopingu.

### Ženy
| Soutěž            | Zlato                                                                              | Stříbro                                                                      | Bronz                                                                            |
| ----------------- | ---------------------------------------------------------------------------------- | ---------------------------------------------------------------------------- | -------------------------------------------------------------------------------- |
| 100 m             | Žanna Pintusevyčová                                                                | Ekaterini Thanouová                                                          | Chandra Sturrupová                                                               |
| 200 m             | Debbie Fergusonová-McKenzieová                                                     | LaTasha Jenkinsová                                                           | Cydonie Mothersillová                                                            |
| 400 m             | Amy Mbacke Thiamová                                                                | Lorraine Fentonová                                                           | Ana Guevaraová                                                                   |
| 800 m             | Maria Mutolaová                                                                    | Stephanie Grafová                                                            | Letitia Vriesdeová                                                               |
| 1500 m            | Gabriela Szabóová                                                                  | Violeta Szekelyová                                                           | Natalja Gorelovová                                                               |
| 5000 m            | Olga Jegorovová                                                                    | Marta Domínguezová                                                           | Ayelech Workuová                                                                 |
| 10 000 m          | Derartu Tuluová                                                                    | Berhane Adereová                                                             | Gete Wamiová                                                                     |
| Maraton           | Lidia Șimonová                                                                     | Reiko Tosaová                                                                | Světlana Zacharovová                                                             |
| 100 m př.         | Anjanette Kirklandová                                                              | Gail Deversová                                                               | Olga Šišiginová                                                                  |
| 400 m př.         | Nezha Bidouaneová                                                                  | Julija Pečonkinová                                                           | Daimí Perniá                                                                     |
| Štafeta 4 × 100 m | Německo Melanie Paschkeová Gabi Rockmeierová Birgit Rockmeierová Marion Wagnerová  | Francie Sylviane Félixová Frédérique Banguéová Muriel Hurtisová Odiah Sidibé | Jamajka Juliet Campbellová Merlene Frazerová Beverly McDonaldová Astia Walkerová |
| Štafeta 4 × 400 m | Jamajka Sandie Richardsová Catherine Scottová Debbie-Ann Parris Lorraine Fentonová | Německo Florence Ekpo-Umoh Shanta Ghoshová Claudia Marxová Grit Breuerová    | Rusko Irina Rosichinová Julija Pečonkinová Anastasija Kapačinská Olesja Zykinová |
| Chůze na 20 km    | Olimpiada Ivanovová                                                                | Valentina Cybulská                                                           | Elisabetta Perroneová                                                            |
| Skok do výšky     | Hestrie Cloeteová                                                                  | Inga Babakovová                                                              | Kajsa Bergqvistová                                                               |
| Skok o tyči       | Stacy Dragilaová                                                                   | Světlana Feofanovová                                                         | Monika Pyreková                                                                  |
| Skok daleký       | Fiona Mayová                                                                       | Taťjana Kotovová                                                             | Niurka Montalvová                                                                |
| Trojskok          | Taťjana Lebeděvová                                                                 | Françoise Mbangová Etoneová                                                  | Tereza Marinovová                                                                |
| Vrh koulí         | Janina Karolčiková                                                                 | Nadine Kleinertová                                                           | Vita Pavlyšová                                                                   |
| Hod diskem        | Jellina Zverevová                                                                  | Nicoleta Grasuová                                                            | Anastasia Kelesidouová                                                           |
| Hod kladivem      | Yipsi Morenová                                                                     | Olga Kuzenkovová                                                             | Bronwyn Eaglesová                                                                |
| Hod oštěpem       | Osleidys Menéndezová                                                               | Mirela Manjaniová                                                            | Sonia Bissetová                                                                  |
| Sedmiboj          | Jelena Prochorovová                                                                | Natalja Sazanovičová                                                         | Shelia Burrellová                                                                |

## Medailové pořadí
| Umístění | Stát                   | Zlato | Stříbro | Bronz | Celkem |
| -------- | ---------------------- | ----- | ------- | ----- | ------ |
| 1.       | Rusko                  | 5     | 7       | 6     | 18     |
| 2.       | Spojené státy americké | 5     | 5       | 3     | 13     |
| 3.       | Keňa                   | 3     | 3       | 2     | 8      |
| 4.       | Německo                | 3     | 3       | 1     | 7      |
| 5.       | Kuba                   | 3     | 1       | 2     | 6      |
| 6.       | Bahamy                 | 3     | 0       | 1     | 4      |
| 7.       | Etiopie                | 2     | 3       | 3     | 8      |
| 8.       | Bělorusko              | 2     | 2       | 0     | 4      |
| 8.       | Rumunsko               | 2     | 2       | 0     | 4      |
| 10.      | Maroko                 | 2     | 1       | 0     | 3      |
| 11.      | Polsko                 | 2     | 0       | 3     | 5      |
| 12.      | Česko                  | 2     | 0       | 0     | 2      |
| 12.      | Jihoafrická republika  | 2     | 0       | 0     | 2      |
| 14.      | Jamajka                | 1     | 3       | 2     | 6      |
| 15.      | Řecko                  | 1     | 2       | 2     | 5      |
| 16.      | Itálie                 | 1     | 1       | 2     | 4      |
| 17.      | Ukrajina               | 1     | 1       | 1     | 3      |
| 18.      | Austrálie              | 1     | 0       | 2     | 3      |
| 19.      | Velká Británie         | 1     | 0       | 1     | 2      |
| 20.      | Dominikánská republika | 1     | 0       | 0     | 1      |
| 20.      | Mosambik               | 1     | 0       | 0     | 1      |
| 20.      | Senegal                | 1     | 0       | 0     | 1      |
| 20.      | Švýcarsko              | 1     | 0       | 0     | 1      |
| 24.      | Japonsko               | 0     | 2       | 1     | 3      |
| 24.      | Španělsko              | 0     | 2       | 1     | 3      |
| 26.      | Finsko                 | 0     | 1       | 1     | 2      |
| 26.      | Francie                | 0     | 1       | 1     | 2      |
| 26.      | Švédsko                | 0     | 1       | 1     | 2      |
| 26.      | Trinidad a Tobago      | 0     | 1       | 1     | 2      |
| 30.      | Rakousko               | 0     | 1       | 0     | 1      |
| 30.      | Kamerun                | 0     | 1       | 0     | 1      |
| 30.      | Estonsko               | 0     | 1       | 0     | 1      |
| 30.      | Izrael                 | 0     | 1       | 0     | 1      |
| 30.      | Litva                  | 0     | 1       | 0     | 1      |
| 35.      | Mexiko                 | 0     | 0       | 2     | 2      |
| 35.      | Bulharsko              | 0     | 0       | 1     | 1      |
| 35.      | Kajmanské ostrovy      | 0     | 0       | 1     | 1      |
| 35.      | Haiti                  | 0     | 0       | 1     | 1      |
| 35.      | Kazachstán             | 0     | 0       | 1     | 1      |
| 35.      | Portugalsko            | 0     | 0       | 1     | 1      |
| 35.      | Svatý Kryštof a Nevis  | 0     | 0       | 1     | 1      |
| 35.      | Surinam                | 0     | 0       | 1     | 1      |